# San Mateo de Gállego
San Mateo de Gállego ist eine Kleinstadt und Hauptort einer Gemeinde (municipio) mit 3.409 Einwohnern (Stand: 2024) in der spanischen Provinz Saragossa der Autonomen Gemeinschaft Aragonien. 

## Lage und Klima
San Mateo de Gállego liegt etwa 22 Kilometer (Luftlinie) nordnordöstlich des Stadtzentrums der Provinzhauptstadt Saragossa in einer Höhe von ca. 280 m. Der Gállego begrenzt die Gemeinde im Westen. Das Klima ist gemäßigt; Regen (ca. 408 mm/Jahr) fällt mit Ausnahme der eher trockenen Sommermonate übers Jahr verteilt.

## Bevölkerungsentwicklung
| 1900 | 1910 | 1920 | 1930 | 1940 | 1950 | 1960 | 1970 | 1981 | 1991 | 2001 | 2011 | 2021 |
| ---- | ---- | ---- | ---- | ---- | ---- | ---- | ---- | ---- | ---- | ---- | ---- | ---- |
| 975  | 1152 | 1332 | 1566 | 1620 | 1799 | 1790 | 1701 | 1840 | 1845 | 2181 | 3137 | 3415 |

## Sehenswürdigkeiten

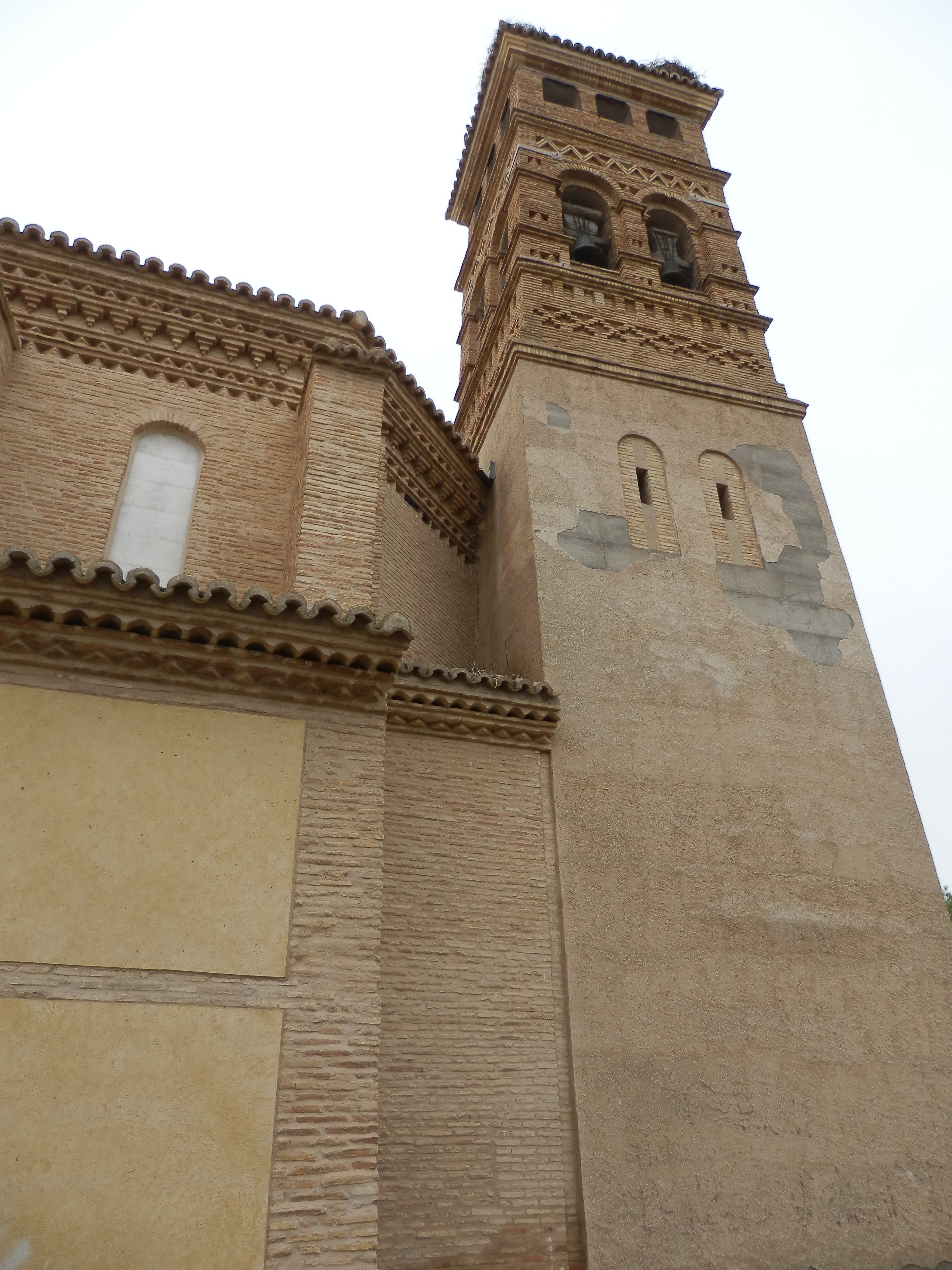
Matthäuskirche

- Matthäuskirche

## Gemeindepartnerschaften
Mit den französischen Gemeinden Les Ancizes-Comps und Saint-Georges-de-Mons (jeweils Département Puy-de-Dôme, Auvergne) sowie der deutschen Gemeinde Sinzing (in Bayern) bestehen Partnerschaften.